# Châtel-Censoir
Châtel-Censoir település Franciaországban, Yonne megyében. Lakosainak száma 565 fő (2022. január 1.). Châtel-Censoir Merry-sur-Yonne, Asnières-sous-Bois, Brosses, Crain és Lichères-sur-Yonne községekkel határos.

## Népesség
A település népességének változása:
| Lakosok száma | 647  | 641  | 654  | 643  | 622  | 597  | 571  | 566  | 565  |
|               | 2013 | 2015 | 2016 | 2017 | 2018 | 2019 | 2020 | 2021 | 2022 |